# Иконниково (Сямженский район)
Иконниково — деревня в Сямженском районе Вологодской области.
Входит в состав Раменского сельского поселения, с точки зрения административно-территориального деления — в Раменский сельсовет.
Расстояние по автодороге до районного центра Сямжи — 45 км, до центра муниципального образования Раменья — 3 км. Ближайшие населённые пункты — Раменье, Харитоновская, Опариха.
По переписи 2002 года население — 12 человек.